# Danton (1983)
Danton ist ein französischer Historienfilm des polnischen Regisseurs Andrzej Wajda aus dem Jahr 1983.

## Handlung
Der Film spielt während der Französischen Revolution im Frankreich des Jahres 1794 während der Phase der Terrorherrschaft des Wohlfahrtsausschusses unter Robespierre.
Der bei der Bevölkerung beliebte Revolutionär Georges Danton hatte sich bereits aus der Politik zurückgezogen und war auf dem Lande eher den schönen Dingen des Lebens zugeneigt, als Robespierre, sein Freund aus den Anfangszeiten der Revolution, mit seinen Jakobinern die Bevölkerung Frankreichs in Angst und Schrecken versetzt. Menschen, denen nur der entfernteste Verdacht angehaftet wird, sie könnten Gegner der Revolution und der Republik sein, werden in Massen zum Tode verurteilt und guillotiniert. Danton kehrt nach Paris zurück und beschließt mit seinem Freund, dem Journalisten Camille Desmoulins, dem Terror Robespierres zu begegnen.
Danton lädt Robespierre zu einem Abendessen in ein Hotel ein. Der tugendhafte Robespierre schlägt dem Lebemann Danton das Essen aus. Danton macht ihm im Gespräch seine Sicht der Terrorherrschaft klar. Sie gehen endgültig als Feinde auseinander. Robespierre stattet auch Desmoulins einen Besuch ab, um ihn wieder auf seine Seite zu ziehen. Doch auch dieser verweigert sich. Wohlfahrtsausschussmitglied Saint Just fertigt einen Bericht über die Verfehlungen Dantons und seiner Anhänger an, woraufhin die Dantonisten verhaftet werden. Vor Gericht nutzt Danton die Gelegenheit, seine Sicht der Politik Robespierres darzustellen, woraufhin die Dantonisten von der Verhandlung ausgeschlossen werden. Alle werden schließlich zum Tode verurteilt und sterben auf der Guillotine.
Nach der Hinrichtung quält sich Robespierre, wie oft in letzter Zeit, mit Fieberkrämpfen im Bett und sieht sein eigenes Ende vor sich, das ihn drei Monate später, wie von Danton vorausgesagt, ereilen soll. Der Film endet mit einem Jungen, der dem fiebernden Robespierre die Menschenrechte aufsagt. In einer der ersten Szenen des Films hatte der Junge den Text unter Schlägen lernen müssen.

## Hintergrund
Der Film basiert auf dem polnischen Theaterstück Die Sache Danton von Stanisława Przybyszewska aus dem Jahr 1929. Andrzej Wajda inszenierte dieses Stück bereits 1975 am Teatr Powszechny in Warschau. Die Inszenierung war ein großer Erfolg und blieb fünf Jahre lang auf dem Spielplan des Theaters. Spätestens nach Verhängung des Kriegsrechts am 13. Dezember 1981 hatte Wajda allerdings zunehmende Schwierigkeiten, weiter Filme in Polen zu drehen, und so brachte er seine wichtigsten Mitarbeiter und Schauspieler nach Frankreich, um dort im Laufe des Folgejahres Danton zu realisieren.
Die Ausstattung besorgte Allan Starski, und neben Wojciech Pszoniak als Robespierre und Bogusław Linda als Saint Just spielten weitere namhafte Schauspieler wie Marek Kondrat, Andrzej Seweryn oder Jerzy Trela in kleineren Rollen, während er für die Rolle des Danton keinen Geringeren als Gerard Depardieu gewinnen konnte. Drehbuchautor Jean-Claude Carrière erhielt bei der Bearbeitung des polnischen Theaterstücks unter anderem Unterstützung von Seiten Agnieszka Hollands, die bereits mehrfach mit Wajda an Drehbüchern gearbeitet hatte. Die historischen Kostüme wurden von Yvonne Sassinot de Nesle entworfen.
Aufgrund des über das Jahr 1982 anhaltenden und erst im Sommer 1983 aufgehobenen Kriegsrechts enthielt der Film zahlreiche mehr oder minder offensichtliche Anspielungen auf die aktuelle Situation Polens, nicht zuletzt in Gestalt seiner beiden Protagonisten Robespierre und Danton, in denen nicht wenige Parallelen zum Machtkampf zwischen Polens damaliger Parteiführung und deren Armeechef General Wojciech Jaruzelski auf der einen sowie seinem politischen Gegenspieler Lech Wałęsa und dessen Gewerkschaft Solidarność auf der anderen Seite sahen.
So auch in einer Szene, die auf die stalinistischen Bildfälschungen anspielt und in der Robespierre dem Maler Jacques-Louis David Modell steht, als er durch den Chefankläger des Revolutionstribunals unterbrochen wird und Robespierre auf Davids Darstellung des Ballhausschwurs den frisch gemalten Kopf von Fabre d’Églantine entdeckt, der sich zusammen mit Danton gerade vor dem Tribunal verantworten muss, woraufhin Robespierre von David verlangt, diesen Kopf zu entfernen – der amerikanische Kulturhistoriker Robert Darnton allerdings darauf hinwies, dass Wajda diese Szene erfunden habe, da Fabre d’Églantine 1789 kein Abgeordneter der Generalstände und damit auch beim Ballhausschwur nicht anwesend war.
Seine Premiere feierte der Film schließlich am 12. Januar 1983 in Paris und – ungeachtet des immer noch andauernden Kriegsrechts – schließlich auch am 31. Januar 1983 in Warschau.

## Kritiken
„Mit deutlichen Anklängen an die Zeitgeschichte in Polen dezent fotografiert und in einer für ein solches philosophisches Thema spannenden Weise inszeniert“, befand das Lexikon des internationalen Films.

## Auszeichnungen
- César – Beste Regie
- BAFTA Award – Bester ausländischer Film
- Louis-Delluc-Preis – Bester französischer Film des Jahres
- Polnisches Filmfestival – Kritikerpreis

## Synchronisation
| Rolle              | Darsteller        | Synchronsprecher     |
| ------------------ | ----------------- | -------------------- |
| Danton             | Gérard Depardieu  | Manfred Lehmann      |
| Robespierre        | Wojciech Pszoniak | Hans-Michael Rehberg |
| Camille Desmoulins | Patrice Chéreau   | Gerd Böckmann        |
| Lacroix            | Roland Blanche    | Horst Sachtleben     |
| Westermann         | Jacques Villeret  | Michael Habeck       |